# Bolxoie Grígorovo
Bolxoie Grígorovo (en rus: Большое Григорово) és un poble de l'óblast de Vladímir, a Rússia, segons el cens del 2010 tenia 4 habitants. Pertany al districte municipal de Koltxúguino.